# ورقة انتهائية

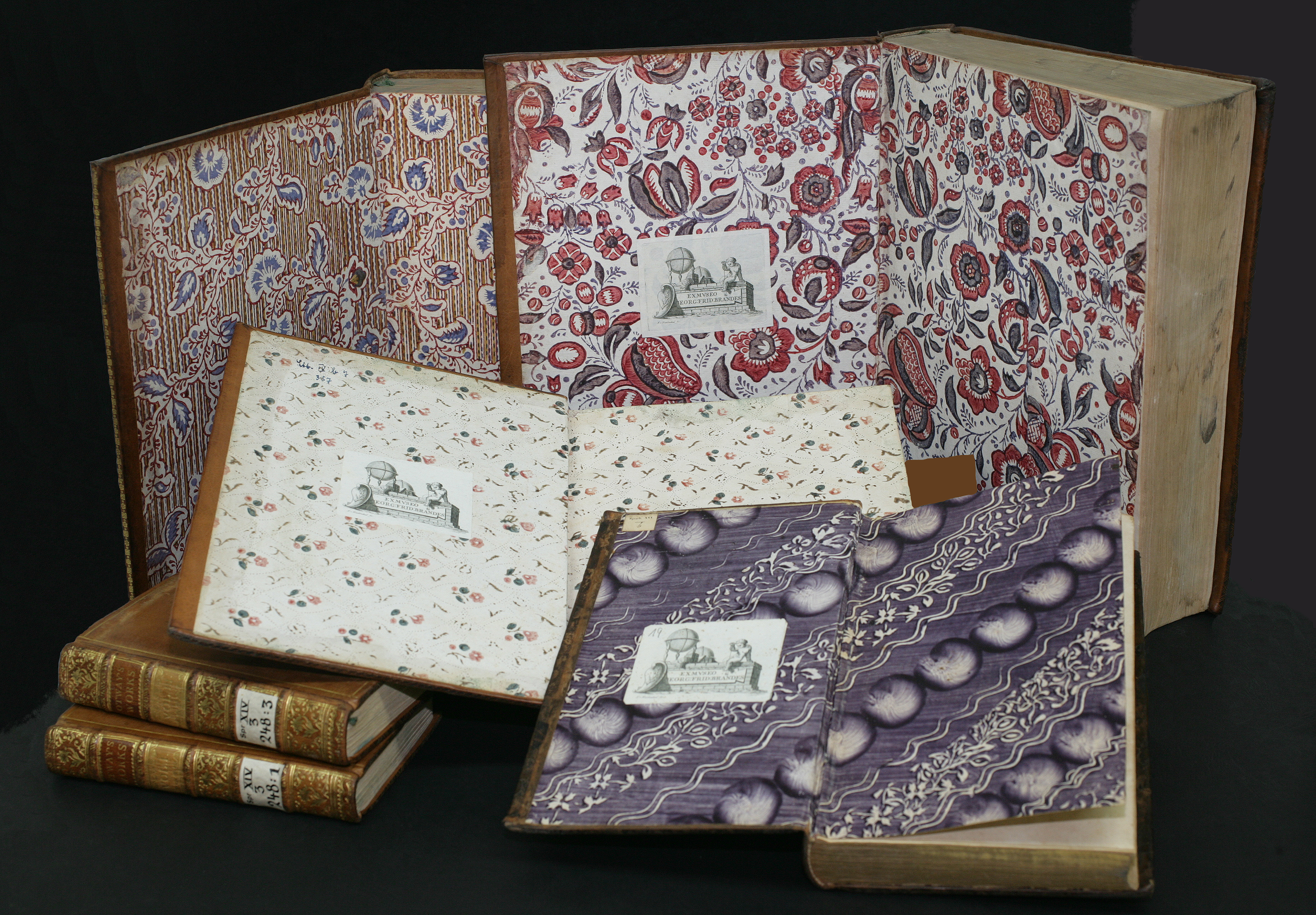

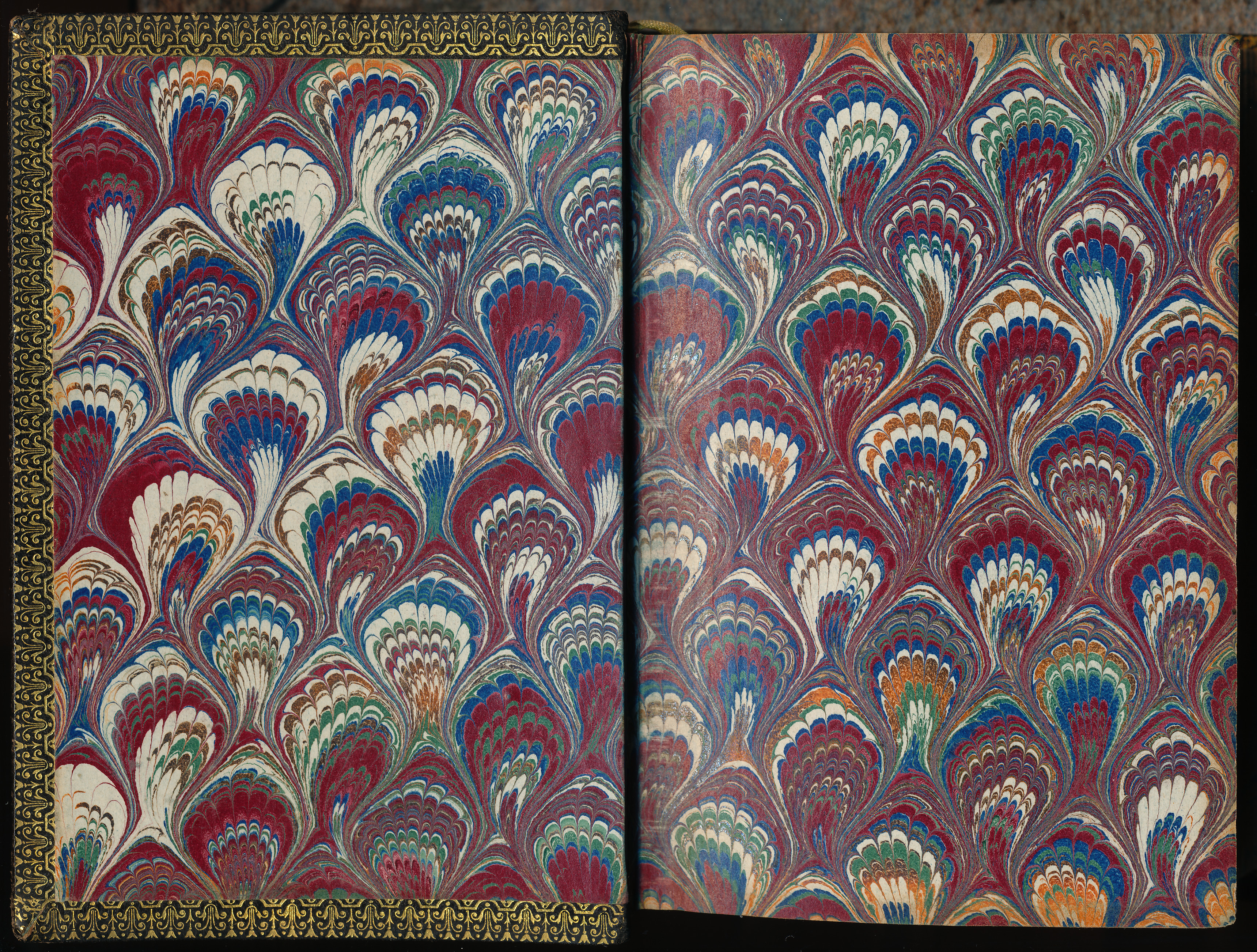

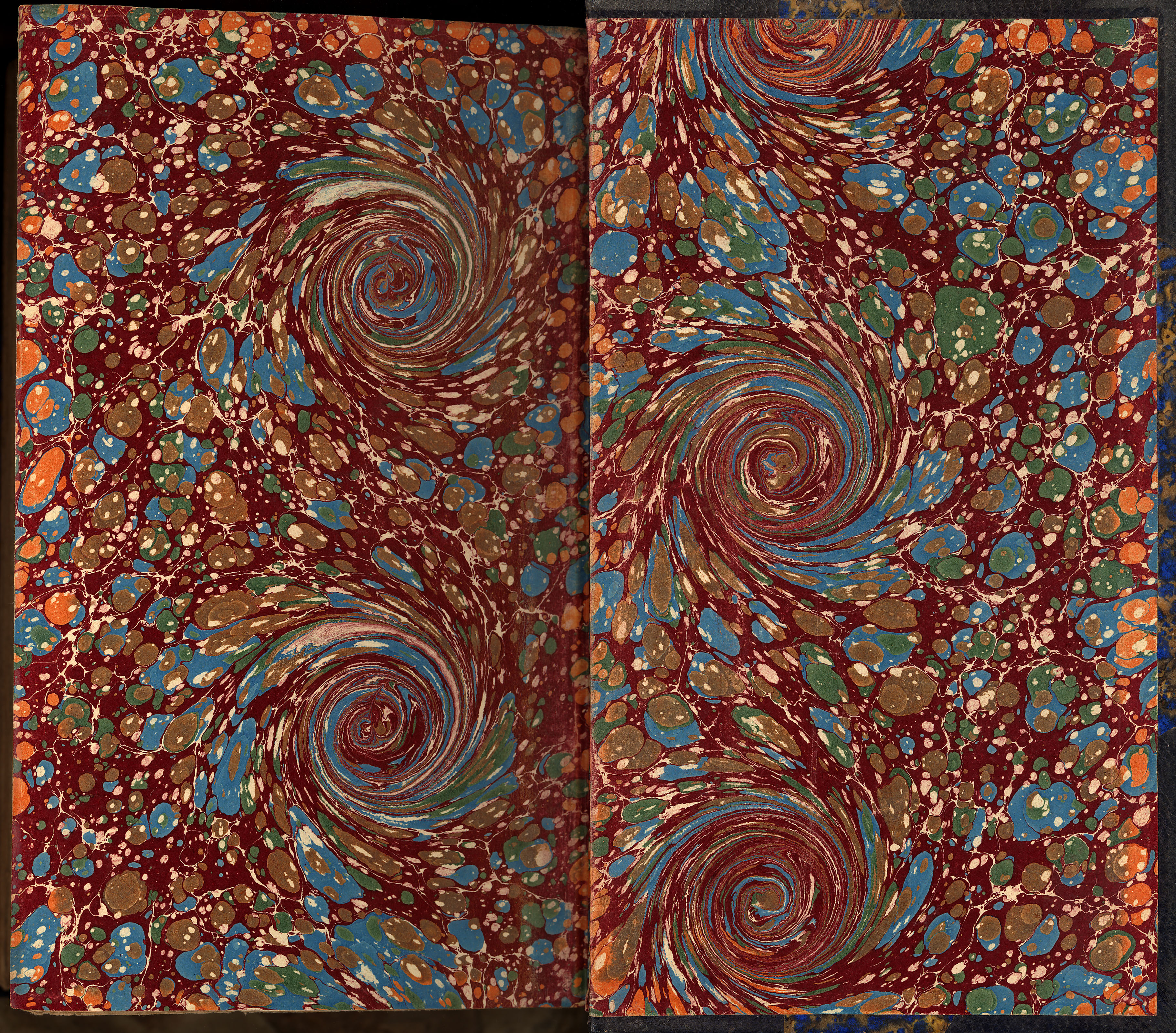

الورقة الانتهائية لكتاب هي الصفحة ذات حجم مزدوج مطوية، يُلصق جانب منها على باطن الغلاف الأمامي أو الخلفي ويُلصق الجانب الآخر عند قاعدة صفحة الكتاب الأولى أو الأخيرة.

## نظر أيضا
- التجليد
- تصميم الكتب